# Architis helveola
Espèce
Synonymes
- Sisenna helveola Simon, 1898

Architis helveola est une espèce d'araignées aranéomorphes de la famille des Pisauridae.

## Distribution
Cette espèce se rencontre au Brésil en Amazonas, au Pará, au Mato Grosso et en Bahia, en Colombie et en Équateur,,.

## Description
Le mâle décrit par Santos en 2007 mesure 8,0 mm et la femelle 11,3 mm.

## Publication originale
- Simon, 1898 : Descriptions d'arachnides nouveaux des familles des Agelenidae, Pisauridae, Lycosidae et Oxyopidae. Annales de la Société entomologique de Belgique, vol. 42, p. 1-34 (texte intégral).